# پردیس سینمایی اکو مال
پردیس سینمایی اکو مال یک پردیس سینمایی در شهر کرج، ایران است.
این سینما که در تیر ۱۳۹۸ تأسیس شده دارای شش سالن نمایش و ۹۳۰ نفر ظرفیت است.